# Каррерас, Хосе
Хосе́ Карре́рас (исп. José Carreras, полное имя Жозеп Мария Каррерас-и-Коль, кат. Josep Maria Carreras i Coll; 5 декабря 1946, Барселона, Испания) — испанский (каталонский) оперный певец. Дебютировав на оперной сцене в 11 лет, начинал карьеру как лирический тенор, но после выздоровления от лейкемии (1988) переключился на более драматичный теноровый репертуар (Шенье, Отелло). Наибольший успех сопутствовал ему в операх Верди, Пуччини и Доницетти (всего более 60 ролей). Известность за пределами мира оперы получил как один из «трёх теноров» конца XX века. В 1988 году основал фонд по борьбе с лейкемией.

## Биография
Родился 5 декабря 1946 в Барселоне. Демонстрировал музыкальные способности уже с раннего детства. В это время находился под впечатлением от творчества Карузо. Впервые выступил на публике в возрасте восьми лет, исполняя La donna è mobile на испанской государственной радиостанции. В одиннадцать лет выступил в роли рассказчика в «Балаганчике мастера Педро» Фальи (дискант), потом в ещё одной роли второго плана во втором акте Богемы.
Каррерас учился в консерватории при театре Лисео. Дебютировал в Лисео в роли Флавио в «Норме», где заглавную роль исполняла Монтсеррат Кабалье. Кабалье заметила талант молодого тенора и рекомендовала его на роль первого плана в «Лукреции Борджиа» Гаэтано Доницетти. Каррерас вновь пел с Монсеррат Кабалье в 1971 году, когда дебютировал на лондонской сцене в «Марии Стюарт», а позже ещё примерно в пятнадцати постановках.
В 1972 году он дебютировал на американской сцене, исполнив роль Пинкертона в «Мадам Баттерфляй». В 1974 в Вене он впервые выступил в роли герцога Мантуанского. К 28-ми годам Каррерас исполнил уже 24 оперные роли первого плана.
В 1987 году, когда он находился на вершине славы, врачи поставили ему страшный диагноз: острая лейкемия. Был всего лишь один шанс из десяти, что певцу удастся выжить. Эта болезнь прервала карьеру Каррераса на целый год. В следующем году Каррерас создает благотворительный фонд (José Carreras International Leukaemia Foundation), который аккумулирует пожертвования для финансирования исследований в области лечения лейкемии. Доходы Каррераса от примерно 60 концертов в год поступают в этот фонд.
Едва оправившись от болезни, Каррерас направился в Москву, где в дуэте с Монсеррат Кабалье дал благотворительный концерт в помощь пострадавшим от землетрясения в Армении. Впоследствии артист много раз приезжал с гастролями в Россию.
Сотни миллионов телезрителей со всего мира могли видеть и слышать римский концерт «Трёх теноров», закрывавший 7 мая 1990 года чемпионат мира по футболу. Этот концерт, задуманный с целью помочь фонду Каррераса, стал первым из многих выступлений «трёх теноров» — Каррераса и его коллег Лучано Паваротти и Пласидо Доминго. В 1992 году Каррерас также выступал на открытии и закрытии Олимпийских игр, проходивших у него на родине, в Барселоне. 
В начале 1990-х участвовал в постановках «Кармен» и «Самсона и Далилы». Затем тенор полностью сосредоточился на сольных выступлениях. В операх его можно было увидеть не чаще, чем один-два раза в год, и каждый раз такое выступление становилось событием. Последнюю партию артист спел в 1998 году в опере «Слай» Вольфа-Феррари.
В 1990-х и начале 2000-х годов Каррерас давал в среднем 50 концертов в год. В 2009 году тенор объявил о завершении оперной карьеры, поскольку не мог больше выдерживать изнурительные нагрузки на театральной сцене, но продолжил периодически давать концерты. Например, 16 марта 2014 года выступил на церемонии закрытия Паралимпийских игр в Сочи, исполнив гимн Паралимпиады вместе с Дианой Гурцкая.
Помимо оперы, Каррерас выступал в жанре сарсуэлы. Вместе с Кири Те Канава принял участие в музыкальной комедии «Вестсайдская история» (как в студии, так и на сцене) и в записи мюзикла «Юг Тихого океана».

## Личная жизнь

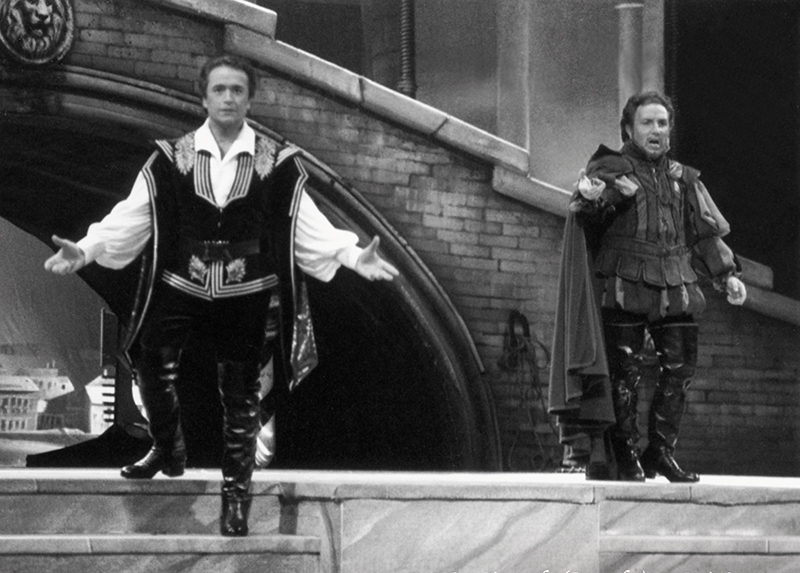
Хосе Каррерас и баритон Франко Бордони в опере «Джоконда» (Лисео, 1984)

Каррерас живёт на скромной вилле на побережье в часе езды от Барселоны. В 1992 году тенор расстался со своей супругой Мерседес Перес, от брака с которой, заключённого в 1971 году, имеет двоих детей — сына Альберта (1972) и дочь Жулию (1977). В 2006 году тенор женился на бывшей австрийской стюардессе Ютте Егер, но и этот брак распался в 2011 году.

## Признание
Каррерас — почётный доктор ряда университетов мира. Посол Доброй Воли ЮНЕСКО. Среди знаков признания его заслуг: 
- Орден Почётного легиона (Франция, 1991)[5]
- Кавалер Большого креста ордена «За заслуги перед Итальянской Республикой» (1996)[8]
- Великий офицер ордена «За заслуги перед Итальянской Республикой» (1991)[9]
- Почётный доктор Российского химико-технологического университета (1998)[10][11].
- Премия Принца Астурийского (1991)
- Баварский орден «За заслуги» (1977, Бавария, Германия)
- Почётный знак «За заслуги перед Австрийской Республикой» (1999, Австрия)
- Почётный знак Президента Болгарии (2021, Болгария)[12]
- Введён в Зал славы журнала Gramophone[13].

В честь Каррераса в Испании названы консерватория, несколько музыкальных школ и концертных залов.